# Carteris anticlea
Carteris anticlea är en fjärilsart som beskrevs av Druce 1891. Carteris anticlea ingår i släktet Carteris och familjen nattflyn. Inga underarter finns listade i Catalogue of Life.